# La piedra de Mazarino
La piedra de Mazarino es uno de los 56 relatos cortos sobre Sherlock Holmes escrito por Arthur Conan Doyle. Fue publicado originalmente en The Strand Magazine y posteriormente recogido en la colección El archivo de Sherlock Holmes. Este relato, basado en la obra de teatro del propio Conan Doyle The Crown Diamond: An Evening with Sherlock Holmes, se publicó por primera vez en el "Strand" en 1921. Debido a su procedencia teatral, la acción transcurre íntegramente en las habitaciones de Holmes  del 221-B de Baker Street, y está relacionada con el robo de la magnífica piedra amarilla del cardenal Mazarino, conocida también como el diamante de la Corona.

## Argumento
El primer ministro, acompañado del ministro del Interior y de Lord Cantlemere, han acudido para solicitar la ayuda de Holmes en la resolución del robo del magnífico diamante, valorado en cien mil libras. Cuando Watson llega a Baker Street, Billy, el botones, informa de la visita de los egregios personajes, y se encuentra con un pensativo Holmes esperando "ser asesinado".
La resolución del enigma tiene mucho que ver con la de The Empty House (La casa deshabitada) y con la utilización del maniquí con la efigie de Holmes realizada por el modelista francés Tabernier. El relato termina con la recuperación del diamante y la detención de los ladrones: el conde Negretto Sylvius y su ayudante Sam Merton, un exboxeador que oficia de guardaespaldas del conde. Holmes se permitirá "torturar" a los ladrones con su interpretación al violín de la Barcarola de Hoffman, y gastar una broma a Lord Cantlemere, que desconfiaba de su eficacia para lograr la recuperación de la joya.